# Allium campanulatum
Allium campanulatum es una especie de planta bulbosa del género Allium, perteneciente a la familia de las amarilidáceas, del orden de las Asparagales. Originaria de América del Norte.

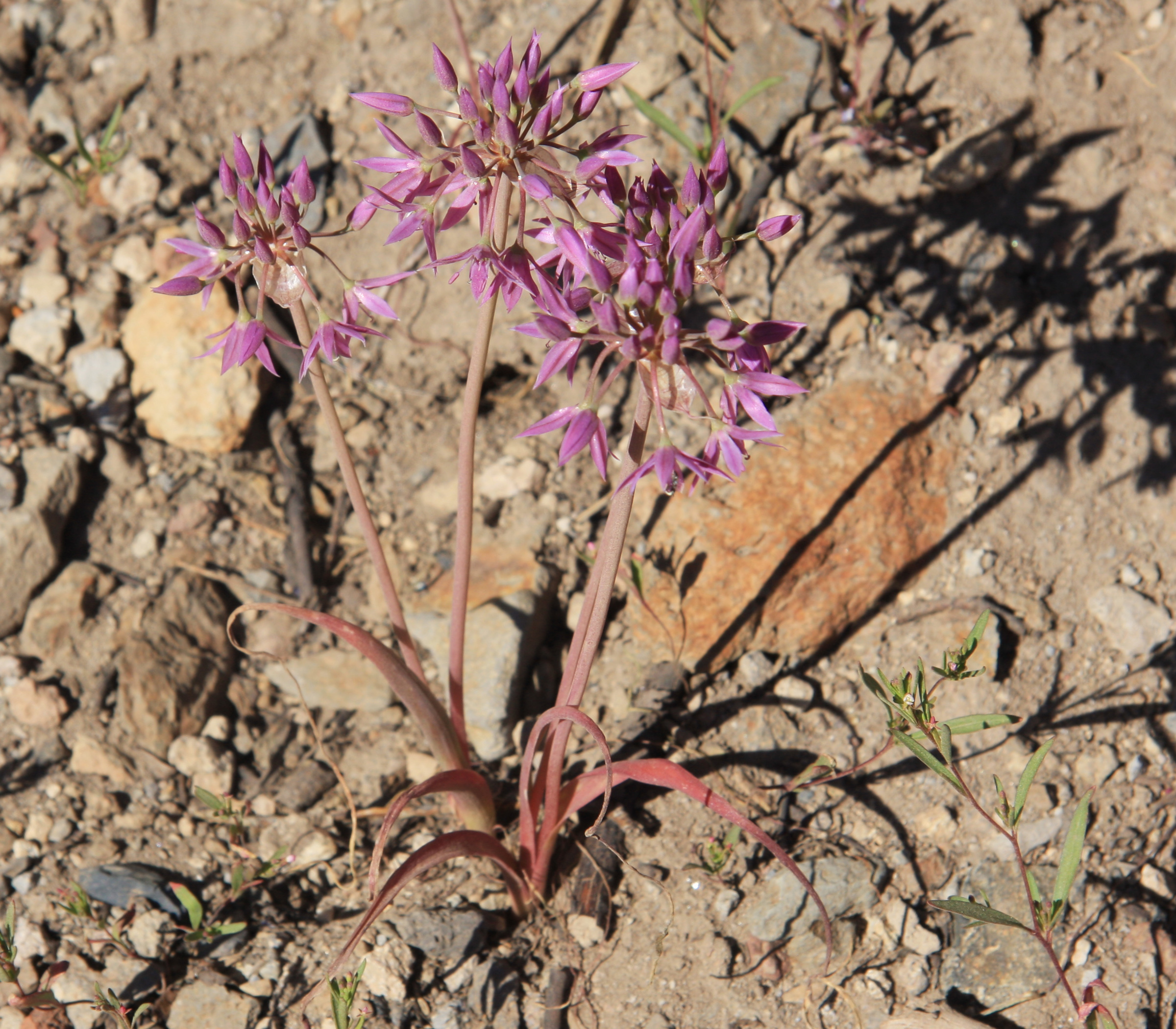
Vista de la planta

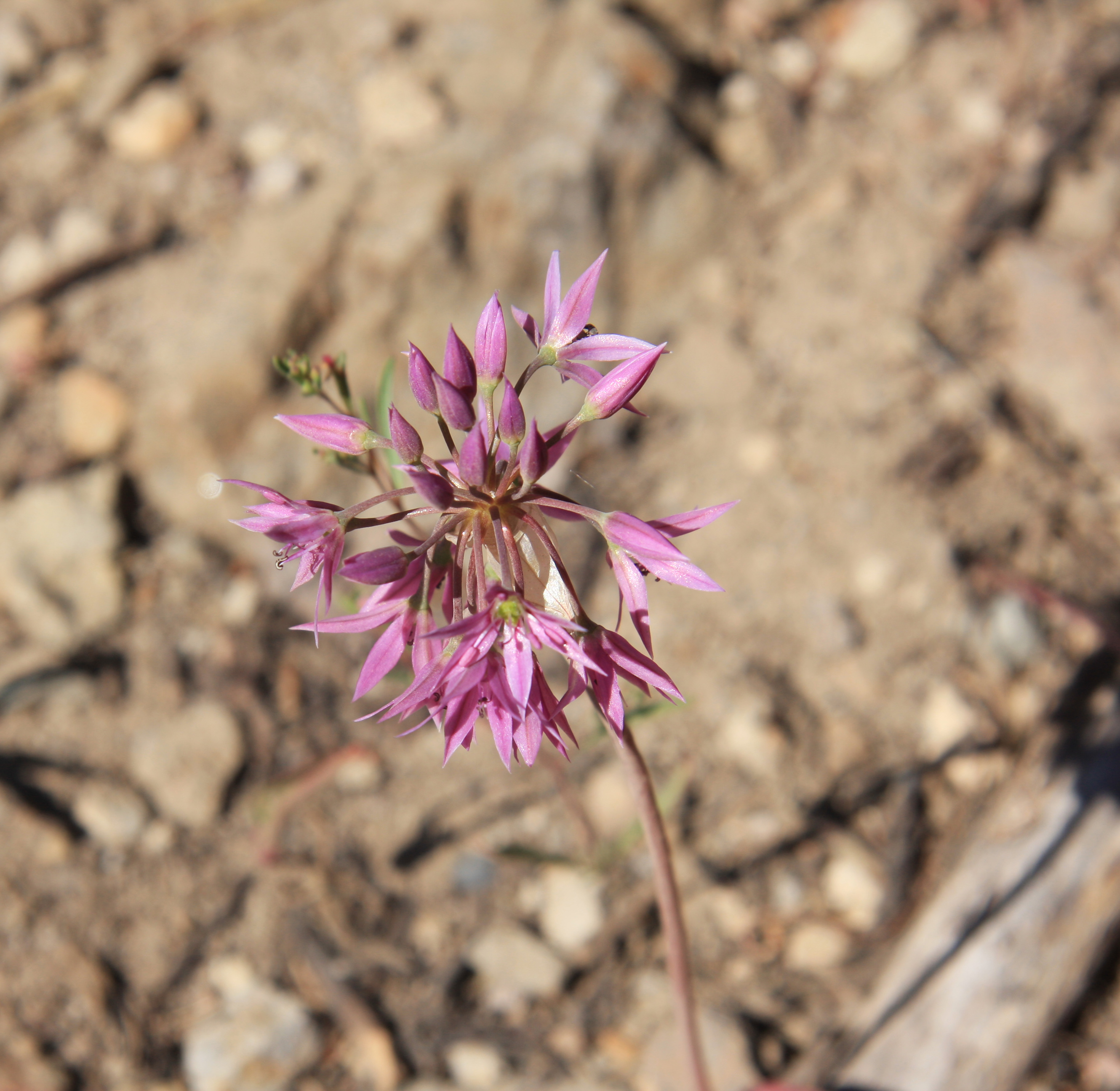
Inflorescencia

## Descripción
Es una planta bulbosa nativa del oeste de Estados Unidos desde Washington a California, así como en Nevada. Crece de un bulbo de color gris-marrón de uno a dos centímetros de ancho que se puede extender por pequeños rizomas y producen bulbillos. Se levanta sobre un tallo grueso y tiene por lo general dos hojas largas y delgadas que se marchitan antes de la floración de las flores. La inflorescencia tiene de 10 a 50 flores. Cada flor es de medio centímetro a un centímetro de ancho y es de color rosa, morado, blanco y cada tépalo tiene una base de color oscuro. Los tépalos son variables en forma, de estrechas y muy puntiagudas a en forma de pala. Crece en las montañas bajas, especialmente en zonas secas.

## Taxonomía
Allium campanulatum fue descrita por  Sereno Watson y publicado en Proceedings of the American Academy of Arts and Sciences 14: 231, en el año 1879.
Etimología
Allium: nombre genérico muy antiguo. Las plantas de este género eran conocidos tanto por los romanos como por los griegos. Sin embargo, parece que el término tiene un origen celta y significa "quemar", en referencia al fuerte olor acre de la planta. Uno de los primeros en utilizar este nombre para fines botánicos fue el naturalista francés Joseph Pitton de Tournefort (1656-1708).
campanulatum: epíteto latino que significa "con forma de campana".
Sinonimia
- Allium austiniae M.E.Jones
- Allium bidwelliae S.Watson
- Allium bullardii Davidson
- Allium campanulatum var. bidwelliae (S.Watson) Jeps.
- Allium tenellum Davidson[3]